# Liste der Biografien/Bona
Liste der Biografien |
Portal Biografien |
Personensuche
# |
A |
B |
C |
D |
E |
F |
G |
H |
I |
J |
K |
L |
M |
N |
O |
P |
Q |
R |
S |
T |
U |
V |
W |
X |
Y |
Z |
?
 
Ba |
Be |
Bd |
Bg |
Bh |
Bi |
Bj |
Bl |
Bm |
Bn |
Bo |
Br |
Bs |
Bu |
Bw |
By |
Bz
 
Boa–Boc |
Bod |
Boe |
Bof |
Bog |
Boh |
Boi–Bok |
Bol |
Bom |
Bon |
Boo |
Bop |
Boq |
Bor |
Bos |
Bot |
Bou |
Bov–Boz
 
Bona |
Bonc |
Bond |
Bone |
Bonf |
Bong |
Bonh |
Boni |
Bonj |
Bonk |
Bonl |
Bonm |
Bonn |
Bono |
Bonp |
Bonq |
Bonr |
Bons |
Bont |
Bonu |
Bonv |
Bonw |
Bonx |
Bony |
Bonz
Die Liste der Biografien führt alle Personen auf, die in der deutschsprachigen Wikipedia einen Artikel haben. Dieses ist eine Teilliste mit 216 Einträgen von Personen, deren Namen mit den Buchstaben „Bona“ beginnt.

## Bona
- Bona von Pisa († 1207), katholische Augustinerterziarin und Mystikerin
- Bona von Savoyen (1449–1503), Herzogin von Mailand
- Bona, Alberto (* 1978), italienischer Film- und Theaterschauspieler sowie Drehbuchautor und Filmregisseur
- Bona, Diego Natale (1926–2017), italienischer Geistlicher, römisch-katholischer Bischof von Saluzzo
- Bona, Dominique (* 1953), französische Schriftstellerin
- Bona, Francesco Girolamo (1687–1749), italienischer Geistlicher, Kurienerzbischof
- Bona, Frančeska (* 2002), lettische Rennrodlerin
- Bona, Gian-Luca (* 1957), Schweizer Hochschullehrer und Manager
- Bona, Giovanni (1609–1674), italienischer Kardinal und Liturgiewissenschaftler
- Bona, Jerry (* 1945), US-amerikanischer Mathematiker
- Bona, Julie de (* 1980), französische Schauspielerin
- Bona, Karl-Heinz (1927–2014), deutscher Politiker (CDU)
- Bona, Patrick (* 1981), italienischer Eishockeyspieler
- Bona, Richard (* 1967), kamerunischer Jazz-BassistRichard Bona (* 1967)

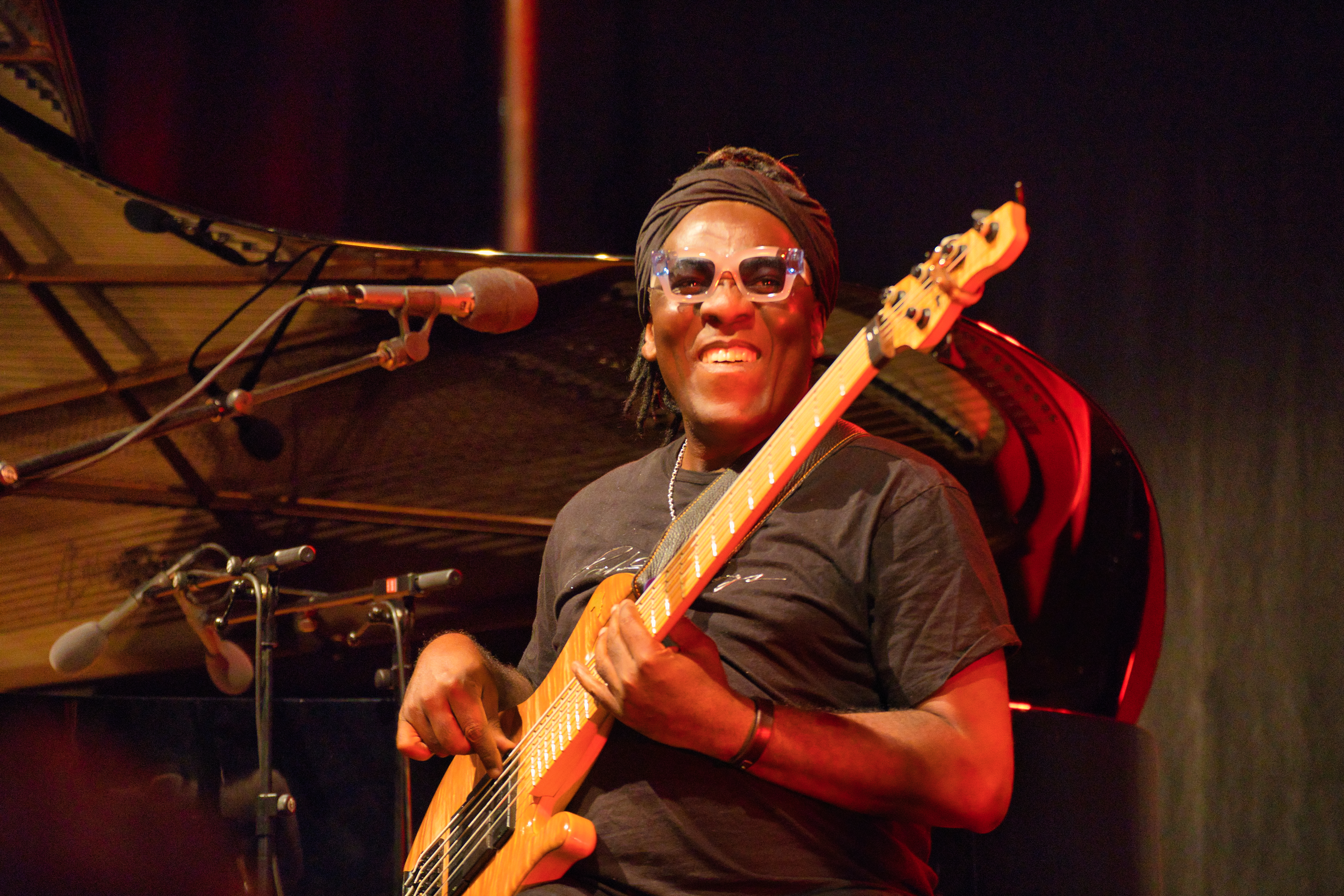
Richard Bona (* 1967)

- Bona, Rosario (* 1982), deutscher Schauspieler und Sprecher
- Bona, Stanislaus Vincent (1888–1967), US-amerikanischer Geistlicher, Bischof von Green Bay (Wisconsin)
- Bona, Valerio, italienischer Komponist

### Bonab
- Bonabart, Anderson (* 1980), mikronesischer Schwimmer

### Bonac
- Bonac, William (* 1982), ghanaisch-niederländischer Bodybuilder
- Bonacci, Vincent (* 2000), US-amerikanischer Biathlet
- Bonaccorso, Rosario (* 1957), italienischer Jazzbassist und Komponist
- Bonaccurso, Anthony (* 1975), australischer Rollstuhltennisspieler
- Bonacelli, Paolo (* 1939), italienischer SchauspielerPaolo Bonacelli (* 1939)

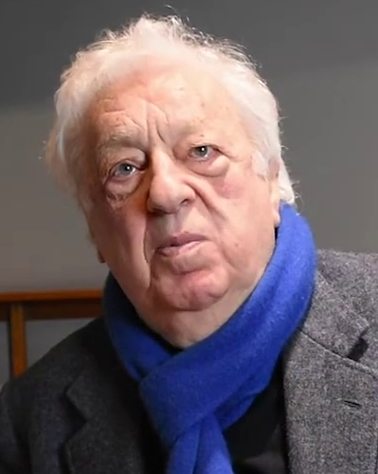
Paolo Bonacelli (* 1939)

- Bonachera, Trinidad (* 1961), spanische Kulturwissenschaftlerin
- Bonaci, Evelyn (1916–2008), maltesische Politikerin (Partit Laburista)
- Bonačić, Duje (1929–2020), jugoslawischer Ruderer
- Bonačić, Luka (* 1955), jugoslawischer Fußballspieler und -trainer
- Bonačić, Ozren (* 1942), jugoslawischer Wasserballspieler
- Bonacin, Josip (* 1984), kroatischer Fußballspieler
- Bonacina, Céline (* 1975), französische Saxophonistin und Komponistin
- Bonacka, Ewa (1912–1992), polnische Schauspielerin und Regisseurin
- Bonacker, Horst (* 1937), deutscher Fußballschiedsrichter
- Bonacker, Matthäus (1734–1802), deutscher evangelisch-lutherischer Pfarrer, Schriftsteller und Verfasser geistlicher Lieder
- Bonacker, Senta (1906–1975), deutsche Film- und Theaterschauspielerin
- Bonacker, Thorsten (* 1970), deutscher Politikwissenschaftler und Soziologe
- Bonacolsi, Rinaldo dei (1278–1328), Stadtherr und kaiserlicher Vikar von Mantua (1309–1328)
- Bonacossa, Alberto (1883–1953), italienischer Sportfunktionär und Mitglied des Internationalen Olympischen Komitees
- Bonacossa, Aldo (1885–1975), italienischer Unternehmer, Alpinist und Sportfunktionär
- Bonacquisti, Giacinto (1937–2008), italienischer Filmregisseur, Regieassistent und Drehbuchautor

### Bonad
- Bonadè, Umberto (1909–1992), italienischer Ruderer
- Bonadei, Laurent (* 1969), französischer Fußballspieler und -trainerLaurent Bonadei (* 1969)

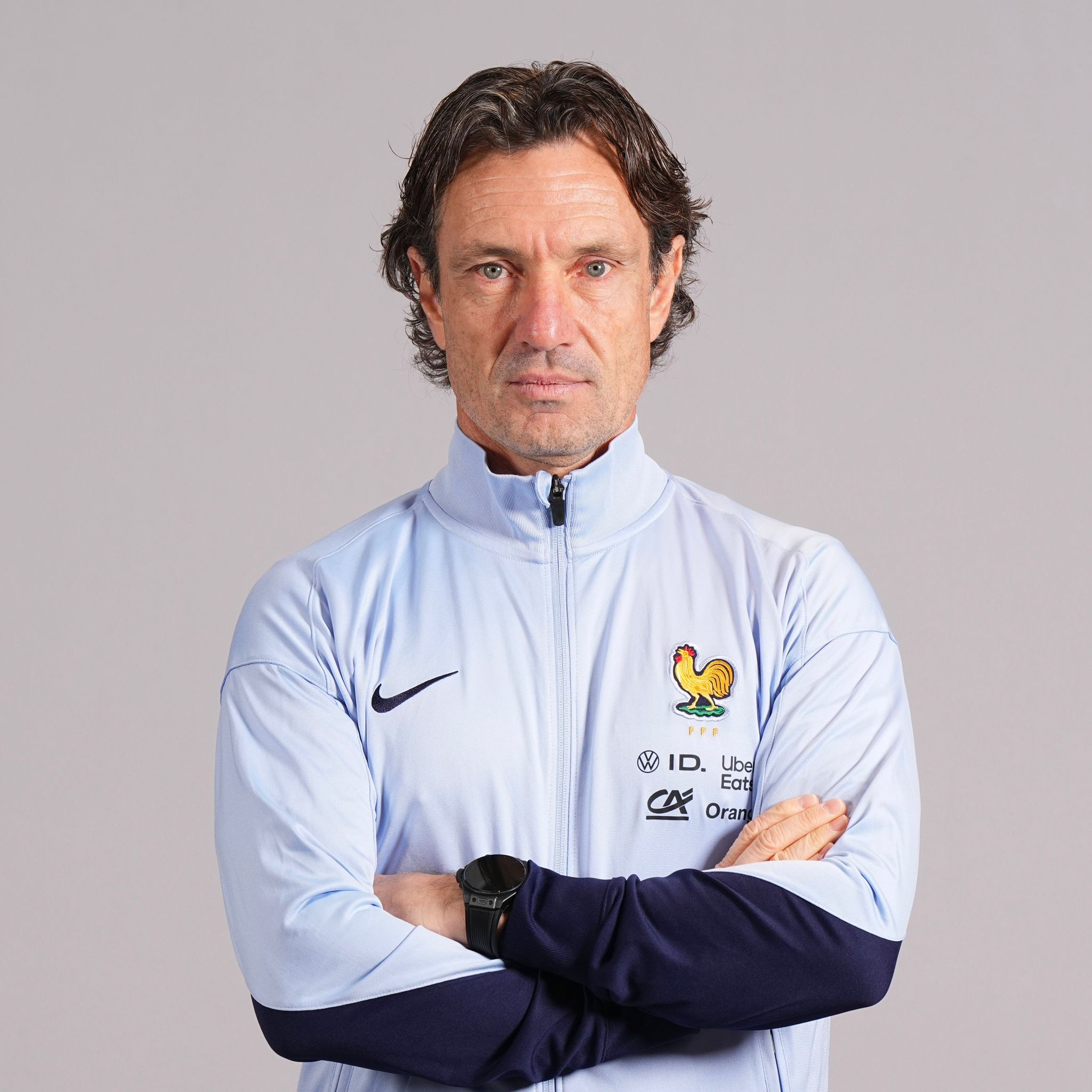
Laurent Bonadei (* 1969)

- Bonadimani, Roberto (* 1945), italienischer Comicautor und -zeichner
- Bonadimann, Philipp (* 1980), österreichischer Skirennläufer
- Bonadio, Riccardo (* 1993), italienischer Tennisspieler
- Bonadonna, Costanza (* 1971), italienische Vulkanologin
- Bonadonna, Gianni (1934–2015), italienischer Mediziner (Onkologie)
- Bonadonna, Telesforo (1901–1987), italienischer Agrarwissenschaftler, Veterinärmediziner und Reproduktionsbiologe
- Bonaduce, Danny (* 1959), US-amerikanischer Filmschauspieler, Synchronsprecher, Radiomoderator und WrestlerDanny Bonaduce (* 1959)

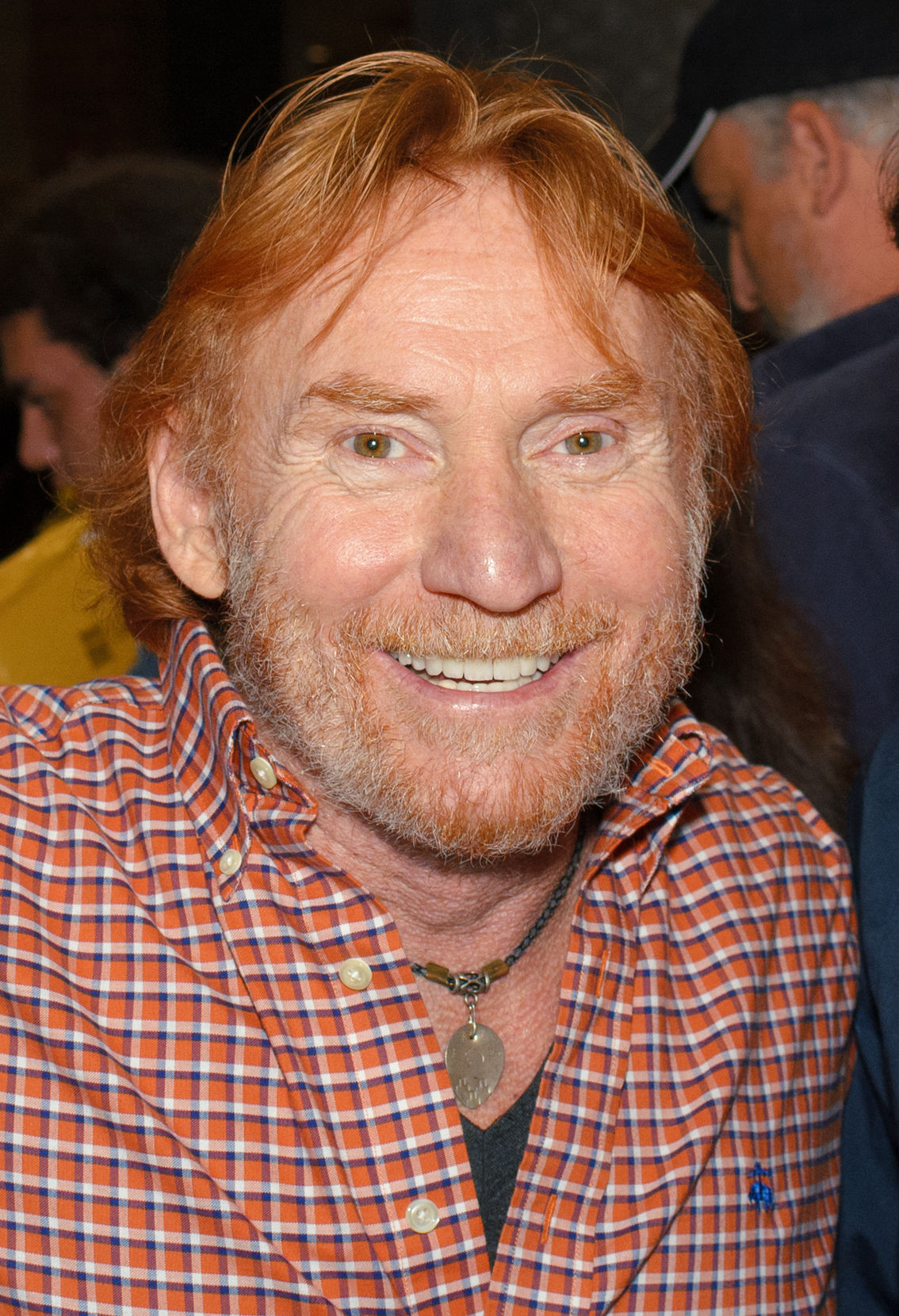
Danny Bonaduce (* 1959)

- Bonaduce, Joseph (1927–2004), US-amerikanischer Drehbuchautor

### Bonaf
- Bonafè, Simona (* 1973), italienische Politikerin
- Bonafede, Alfonso (* 1976), italienischer Rechtsanwalt und Politiker (M5S)
- Bonafede, Maria (* 1954), italienische Pastorin, Moderatorin der Evangelischen Waldenserkirche Italiens
- Bonafede, Niccolò (1463–1534), italienischer katholischer Bischof und Feldherr
- Bonafede, Salvatore (* 1962), italienischer Jazzpianist
- Bonafini, Hebe de (1928–2022), argentinische Aktivistin
- Bonafont, Karl Philipp (1778–1848), deutscher Bühnenschriftsteller
- Bonafonte, Zoe (* 2004), spanische Schauspielerin

### Bonag
- Bonaglia, Michele (1905–1944), italienischer Boxer
- Bonagratia von Bergamo († 1340), franziskanischer Laienbruder und Jurist
- Bonagura, Gianni (1925–2017), italienischer Schauspieler und Synchronsprecher
- Bonagura, Romano (1930–2010), italienischer Bobfahrer

### Bonah
- Bonah, Kurt (* 1928), deutscher Leichtathlet
- Bonahon, Francis (* 1955), französischer Mathematiker

### Bonai
- Bonaini, Francesco (1806–1874), italienischer Geschichtsforscher
- Bonaiuto, Anna (* 1950), italienische Schauspielerin

### Bonal
- Bonal, Jean (1925–2004), französischer Jazzmusiker
- Bonal, Raymond (1600–1653), französischer Geistlicher, katholischer Priester
- Bonalana, Ranja (* 1973), deutsche Synchronsprecherin
- Bonald, Louis-Gabriel-Ambroise de (1754–1840), französischer Staatsmann und Philosoph
- Bonald, Louis-Jacques-Maurice de (1787–1870), französischer Geistlicher, Kardinal und Erzbischof von Lyon
- Bonaldi, Sergio (* 1978), italienischer Biathlet
- Bonalino, Giovanni († 1633), Schweizer Baumeister
- Bonalumi, Agostino (1935–2013), italienischer Maler (abstrakte Kunst)
- Bonalumi, Giovanni (1920–2002), Schweizer Schriftsteller und Literaturhistoriker
- Bonaly, Surya (* 1973), französische EiskunstläuferinSurya Bonaly (* 1973)

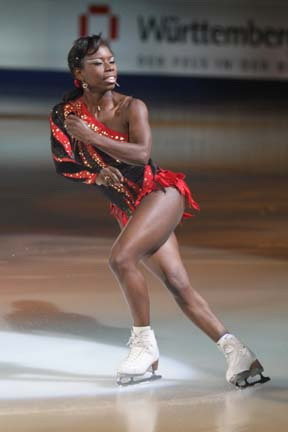
Surya Bonaly (* 1973)

### Bonam
- Bonamassa, Joe (* 1977), US-amerikanischer Blues- und Bluesrock-Gitarrist, Sänger, Komponist und Texter
- Bonami, Francesco (* 1955), italienischer Kunstkritiker und Kurator
- Bonamici, Ferdinando (1827–1905), italienischer Komponist und Musikpädagoge
- Bonamici, Suzanne (* 1954), US-amerikanische Politikerin (Demokratischen Partei)
- Bonamín, Victorio Manuel (1909–1991), argentinischer Ordensgeistlicher und römisch-katholischer Weihbischof im argentinischen Militärordinariat
- Bonamy, Henri (* 1979), französischer, in Deutschland lebender Pianist und Dirigent
- Bonamy, Pierre-Nicolas (1694–1770), französischer Historiker und Romanist

### Bonan
- Bonan, Heiko (* 1966), deutscher Fußballspieler und -trainerHeiko Bonan (* 1966)

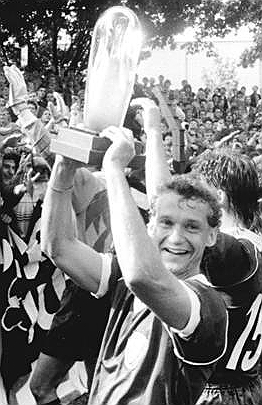
Heiko Bonan (* 1966)

- Bonandrini, Giovanni, italienischer Jazzproduzent
- Bonanini, Franco (* 1952), italienischer Politiker, MdEP
- Bonanni, Alberta, italienische Physikerin
- Bonanni, Angel (* 1972), uruguayisch-israelischer Filmschauspieler, Model und Sänger
- Bonanni, Arno (* 1946), deutscher Architekt und Hochschullehrer
- Bonanni, Filippo (1638–1725), Jesuitenpater, Mikroskopbauer und Naturforscher
- Bonanni, Laudomia (1907–2002), italienische Schriftstellerin
- Bonanni, Luciano (1922–1991), italienischer Schauspieler
- Bonanni, Massimo (* 1982), italienischer Fußballspieler
- Bonanno Pisano, italienischer Bildhauer
- Bonanno, Alfredo Maria (1937–2023), italienischer Insurrektionalist
- Bonanno, Joseph (1905–2002), US-amerikanischer Mafioso, Boss der Bonanno-FamilieJoseph Bonanno (1905–2002)

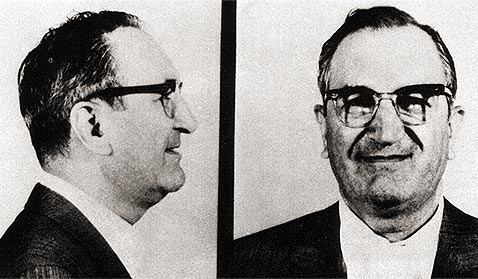
Joseph Bonanno (1905–2002)

- Bonanno, Leonardo (* 1947), italienischer Geistlicher, emeritierter römisch-katholischer Bischof von San Marco Argentano-Scalea
- Bonanno, Nicolás (* 1991), argentinischer Handballspieler
- Bonanno, Rinaldo (1545–1600), italienischer Bildhauer
- Bonanno, Salvatore (1932–2008), US-amerikanischer Mafioso
- Bonano, Miguel (1907–2001), argentinischer Bandoneonist, Bandleader und Tangokomponist
- Bonano, Roberto Oscar (* 1970), argentinisch-italienischer Fußballtorhüter
- Bonano, Sharkey (1904–1972), US-amerikanischer Jazz-Trompeter und Bandleader
- Bonanomi, Klaus (* 1961), Schweizer Redaktor
- Bonanomi, Marco (* 1985), italienischer Automobilrennfahrer
- Bonanomi, Roberta (* 1966), italienische Radrennfahrerin
- Bonanos, Georgios (1863–1940), griechischer Bildhauer
- Bonanotte, Cecco (* 1942), italienischer Bildhauer
- Bonanova, Fortunio (1895–1969), spanischer Schauspieler
- Bonansea, Barbara (* 1991), italienische Fußballspielerin
- Bonansea, Miranda (1926–2019), italienische Kinderdarstellerin und Synchronsprecherin

### Bonap
- Bonaparte Soares, Bernardino († 1975), osttimoresischer Unabhängigkeitsaktivist
- Bonaparte, Caroline (1782–1839), Schwester von Napoléon Bonaparte, Königin von Neapel
- Bonaparte, Charles Joseph (1851–1921), US-amerikanischer Politiker
- Bonaparte, Charles Lucien Jules Laurent (1803–1857), italienischer Ornithologe, Politiker und Pfarrer
- Bonaparte, Charlotte Napoléone (1802–1839), holländische Königin und kaiserlich französische Prinzessin
- Bonaparte, Elisa (1777–1820), Schwester Napoleon Bonapartes
- Bonaparte, Jérôme (1784–1860), Bruder Napoleon Bonapartes, König von Westphalen, französischer General, Marschall von FrankreichJérôme Bonaparte (1784–1860)

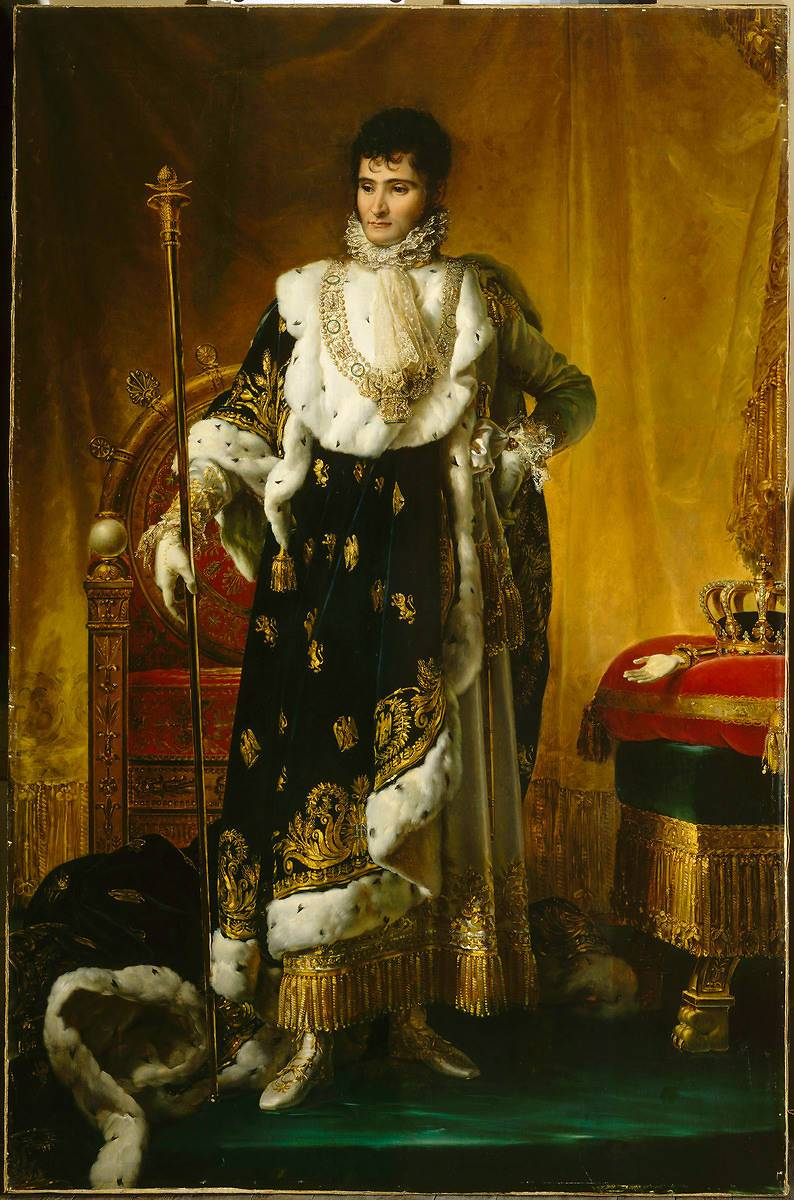
Jérôme Bonaparte (1784–1860)

- Bonaparte, Jérôme Napoléon Charles (1814–1847), Sohn von Jérôme Bonaparte, König von Westphalen, und Katharina von Württemberg
- Bonaparte, José Fernando (1928–2020), argentinischer Paläontologe
- Bonaparte, Joseph (1768–1844), König von Neapel und Spanien
- Bonaparte, Louis (1778–1846), König von Holland, Bruder Napoléon Bonapartes
- Bonaparte, Louis Lucien (1813–1891), französischer und italienischer Mäzen, Linguist, Baskologe, Romanist und Dialektologe, der in London wirkte
- Bonaparte, Lucien (1775–1840), französischer Autor, drittgeborene der Brüder Bonaparte
- Bonaparte, Lucien-Louis-Joseph-Napoleon (1828–1895), französischer Kardinal
- Bonaparte, Maria Letizia (1866–1926), Gemahlin von Amadeo, des Herzogs von Aosta und früheren Königs von Spanien
- Bonaparte, Marie (1882–1962), französische Psychoanalytikerin, durch Heirat Prinzessin von Griechenland und Dänemark
- Bonaparte, Mathilde (1820–1904), französische Salonniere und Malerin, Tochter von Jérôme Bonaparte
- Bonaparte, Napoleon (1769–1821), Kaiser der Franzosen
- Bonaparte, Napoléon Charles (1802–1807), Sohn von Louis Bonaparte und Hortense de Beauharnais
- Bonaparte, Napoléon Eugène Louis (1856–1879), Prinz von Frankreich
- Bonaparte, Napoleon Franz (1811–1832), Nachkomme Napoleon BonapartesNapoleon Franz Bonaparte (1811–1832)

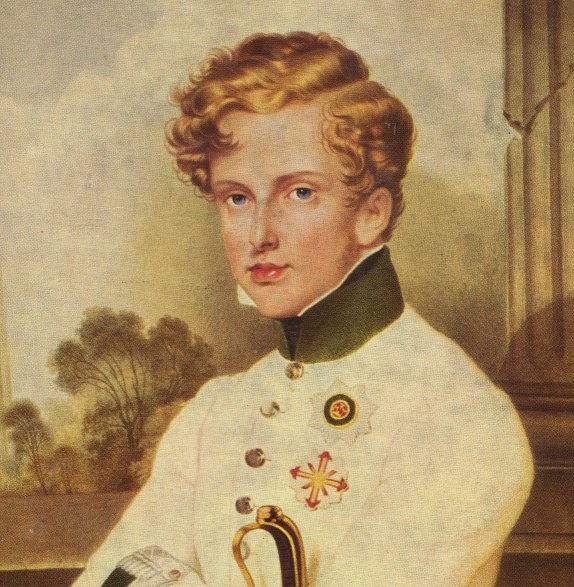
Napoleon Franz Bonaparte (1811–1832)

- Bonaparte, Napoléon Joseph Charles Paul (1822–1891), französischer General
- Bonaparte, Napoléon Louis (1804–1831), kurzzeitig Großherzog von Kleve und Berg und König von Holland
- Bonaparte, Pauline (1780–1825), Herzogin von Parma
- Bonaparte, Pierre Napoleon (1815–1881), kaiserlicher Prinz, Mitglied der Nationalversammlung
- Bonaparte, Roland (1858–1924), französischer Wissenschaftler, Anthropologe und Schriftsteller
- Bonaparte, Rosa († 1975), osttimoresische Frauenrechtlerin und Unabhängigkeitsaktivistin
- Bonaparte, Rudolph, US-amerikanischer Bauingenieur für Geotechnik
- Bonaparte, Zénaïde Laetitia Julie (1801–1854), Prinzessin von Canino und Musignano

Jérôme Bonaparte-Patterson (1805–1870)

- Bonaparte-Patterson, Jérôme (1805–1870), Sohn von Jérôme Bonaparte, Napoléons jüngstem BruderJérôme Bonaparte-Patterson (1805–1870)
- Bonaparte-Patterson, Jérôme Napoléon II. (1830–1893), französischer Offizier
- Bonaparte-Wyse, Lucien (1845–1909), französischer Ingenieur und Marinesoldat
- Bonaparte-Wyse, Marie-Lætitia (1831–1902), französische Schriftstellerin
- Bonaparte-Wyse, William (1826–1892), irischer Dichter okzitanischer Sprache

### Bonar
- Bonar, Horatius (1808–1889), schottischer Geistlicher und Dichter
- Bonar, John (1886–1963), US-amerikanischer Szenenbildner
- Bonar, Rainer (1956–1996), deutscher Maler, Grafiker und Fotograf
- Bonard, Maurice-Benjamin (1803–1870), Schweizer Politiker
- Bonard, Pierre (1943–2010), Schweizer Art-brut-Künstler
- Bonardi, Berta (* 1995), argentinische Tennisspielerin
- Bonardi, Maria (1864–1945), italienische Ordensschwester und Ordensgründerin
- Bonardy, Ludwig (1805–1881), deutscher Jurist und Politiker
- Bonarelli, Guido (1871–1951), italienischer Erdölgeologe und Paläontologe

### Bonas
- Bonas, Clive (* 1933), venezolanischer Sprinter und Weitspringer
- Bonas, Cressida (* 1989), britisches Model, Tänzerin und Schauspielerin
- Bonas, Ulla (* 1955), deutsche Mikrobiologin und Hochschullehrerin
- Bonase, Nomarussia (* 1966), südafrikanische Menschenrechtsaktivistin
- Bonasera, Lea (* 1997), deutsche KlimaaktivistinLea Bonasera (* 1997)

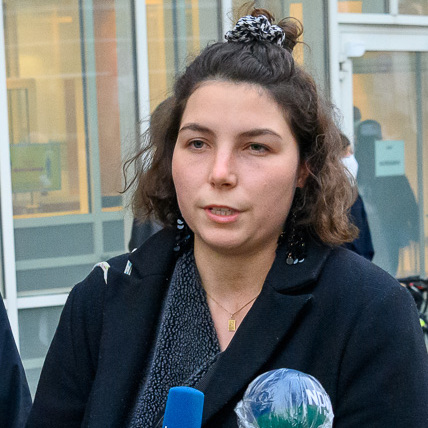
Lea Bonasera (* 1997)

- Bonasewicz, Susanna (* 1955), deutsche Schauspielerin, Synchron- und Hörspielsprecherin
- Bonasi, Adeodato (1838–1920), italienischer Jurist, Hochschullehrer und Politiker
- Bonasone, Giulio Antonio, italienischer Kupferstecher
- Bonastre i Bertran, Francesc (1944–2017), katalanischer Musikwissenschaftler, Musikpädagoge und Komponist
- Bonastre, Berta (* 1992), spanische Hockeyspielerin
- Bonastre, Silvia (* 1981), spanische Hockeyspielerin

### Bonat
- Bonath, Christian (* 1979), deutscher Chorleiter und Dirigent
- Bonath, Frank (* 1972), deutscher Politiker (FDP), MdL
- Bonath, Gesa (1935–1992), deutsche Altgermanistin und Hochschullehrerin
- Bonath, Heiko (* 1961), deutscher Handballspieler und -trainer
- Bonath, Heinrich Ludwig (1770–1806), Herzoglich Oldenburgischer Kammersekretär und Schriftsteller, Übersetzer und Herausgeber
- Bonath, Kathleen (* 1965), deutsche Volleyballspielerin
- Bonath, Rico (* 1983), deutscher Handballspieler
- Bonati, Giovanni (1889–1962), italienischer Turner
- Bonati, Mouse (1930–1983), US-amerikanischer Jazzmusiker (Altsaxophon)
- Bonati, Roberto (* 1959), italienischer Jazzmusiker (Bass, Komposition) und Dirigent
- Bonati, Teodoro (1724–1820), italienischer Wasserbauingenieur, Mathematiker und Arzt
- Bonatini, Léo (* 1994), brasilianischer Fußballspieler
- Bonato, Jean-Claude (* 1946), französischer Basketballspieler
- Bonato, Maurizio (* 1953), österreichischer Künstler
- Bonato, Patrick (* 1983), österreichischer Comic-Künstler und -autor
- Bonato, Victor (1934–2019), deutscher bildender Künstler
- Bonato, Yann (* 1972), französischer Basketballspieler
- Bonatta, Andrea (* 1952), italienischer Pianist und Dirigent
- Bonatti, Christian (* 1960), französischer Mathematiker
- Bonatti, Enrico (* 1936), italienischer Meeresgeologe und Geochemiker
- Bonatti, Fernando (1894–1974), italienischer Turner
- Bonatti, Guido, italienischer Astrologe
- Bonatti, Hugo (* 1933), österreichischer Schriftsteller
- Bonatti, Hugo (* 1962), österreichischer Freestyle-Skisportler
- Bonatti, Stefano (1902–1968), italienischer Mineraloge, Petrograph, Chemiker und Kristallograph
- Bonatti, Tobias (* 1998), österreichischer American-Football-Spieler
- Bonatti, Walter (1930–2011), italienischer Alpinist und BildreporterWalter Bonatti (1930–2011)

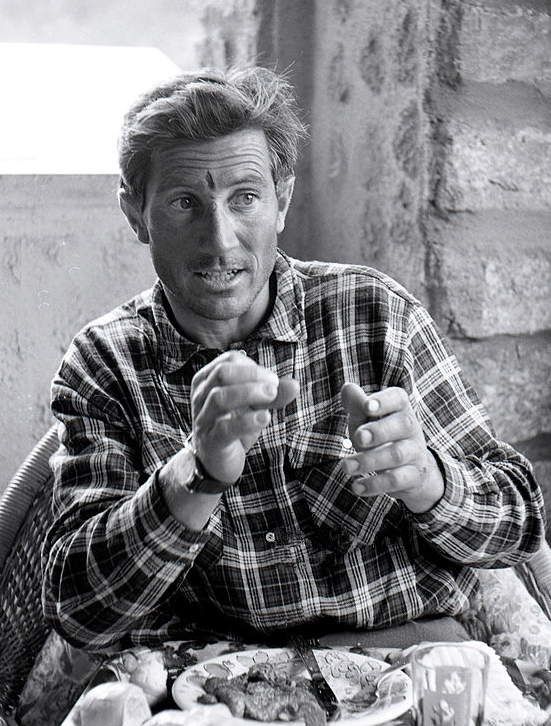
Walter Bonatti (1930–2011)

- Bonatto, Levi (* 1957), brasilianischer Geistlicher und Weihbischof in Goiânia
- Bonatz, Dominik (* 1966), deutscher Vorderasiatischer Archäologe
- Bonatz, Heinz (1897–1981), deutscher Marineoffizier während des Zweiten Weltkriegs
- Bonatz, Karl (1882–1951), deutscher Architekt und Baubeamter
- Bonatz, Manfred (1932–2018), deutscher Geodät und Hochschullehrer für Theoretische Geodäsie
- Bonatz, Paul (1877–1956), deutscher Architekt und Hochschullehrer
- Bonatz, Wilhelm (* 1883), deutscher Polizeibeamter

### Bonau
- Bonaudi, Martina (* 2005), uruguayische Sprinterin

### Bonav
- Bonavena, Antonio (1896–1960), argentinischer Bandoneonist, Bandleader und Tangokomponist
- Bonavena, Óscar (1942–1976), argentinischer Schwergewichtsboxer
- Bonaventura (1221–1274), General der FranziskanerordensBonaventura (1221–1274)

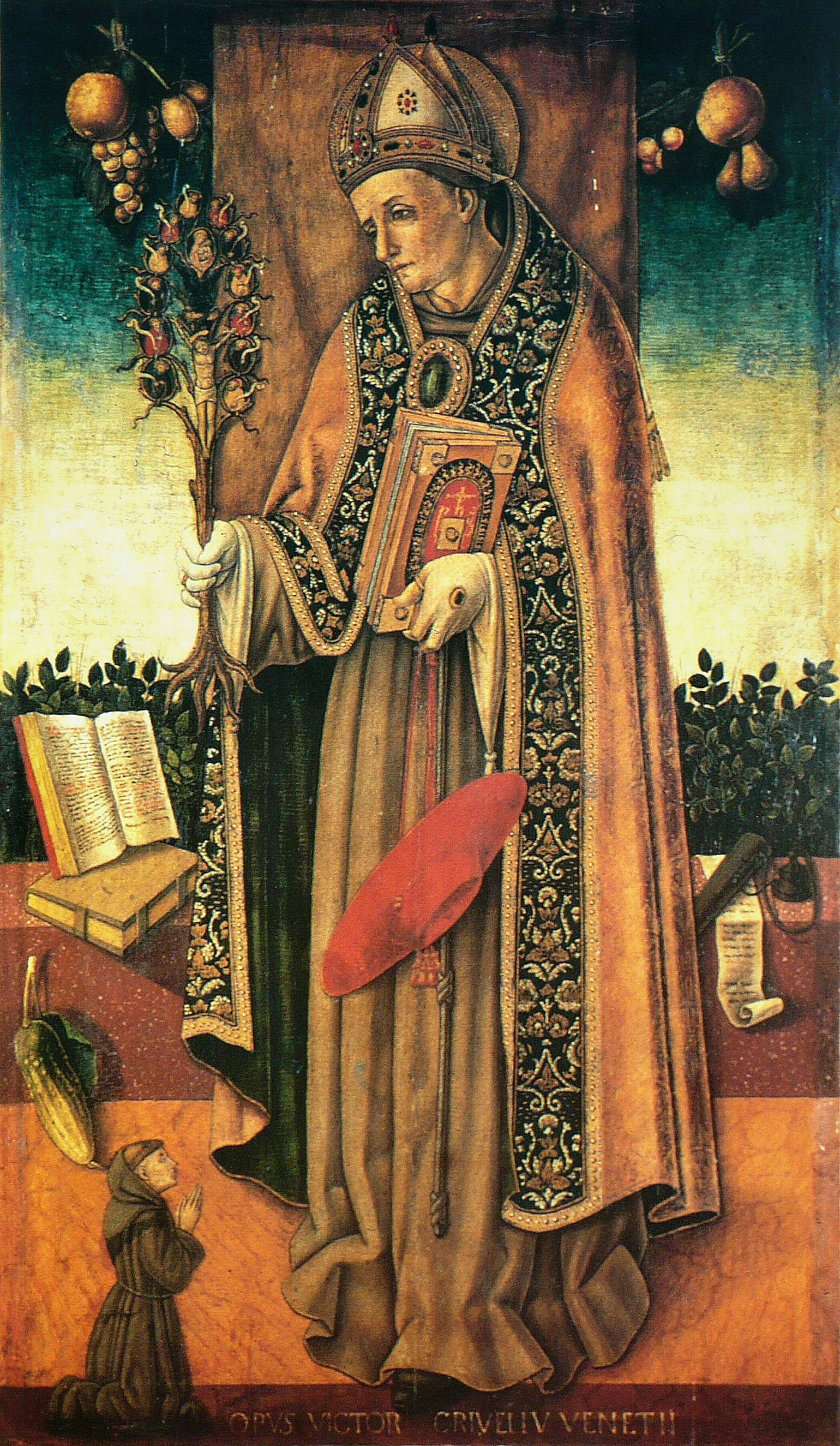
Bonaventura (1221–1274)

- Bonaventura von Miyako († 1597), Märtyrer
- Bonaventura, Charlotte (* 1980), französische Handballschiedsrichterin
- Bonaventura, Flore (* 1988), französische Schauspielerin
- Bonaventura, Giacomo (* 1989), italienischer Fußballspieler
- Bonaventura, Julie (* 1980), französische Handballschiedsrichterin
- Bonaventure, Ysaline (* 1994), belgische Tennisspielerin
- Bonavides, Natália (* 1988), brasilianische Politikerin
- Bonaviri, Giuseppe (1924–2009), italienischer Schriftsteller

### Bonaz
- Bonaz, Auguste (1877–1922), französischer Kunstdesigner
- Bonazza, Luigi (1877–1965), italienischer Maler
- Bonazzi, Benedetto (1840–1915), italienischer Geistlicher, Benediktinerabt, Gräzist, Erzbischof von Benevent
- Bonazzi, Luigi (* 1948), italienischer Geistlicher, emeritierter römisch-katholischer Erzbischof, Diplomat des Heiligen Stuhls
- Bonazzoli, Emiliano (* 1979), italienischer Fußballspieler
- Bonazzoli, Federico (* 1997), italienischer Fußballspieler